# 会津泰成
会津 泰成（あいず やすなり、1970年2月27日 - ）は、日本の男性アナウンサー、ジャーナリスト、ライター。

## 経歴
長野県長野市出身。大東文化大学文学部中国文学科卒業。1993年、ＦＢＳ福岡放送に入社しプロ野球やJリーグなどのスポーツ中継を担当した。1999年に作家を目指して退社。放送作家としては世界陸上（TBS）や錦織圭のドキュメンタリー（WOWWOW）など多数担当した。
2001年、親友でもあるプロボクサー、越本隆志の世界初挑戦を追って描いた『30回目の365分の１』で第９回Numberスポーツノンフィクション新人賞（文藝春秋）最終候補５作品に残る。翌年、バンコクから来た元ムエタイチャンピオンと高校に通わず自分探しをしていた少年との交流を描いた『ヌンサヤーム』で、第10回Numberスポーツノンフィクション新人賞受賞。同作品は追加取材を経て『天使がくれた戦う心』（情報センター出版局／のち祥伝社で文庫化）として刊行された。
2015年、新潟県三条市の地域おこし協力隊就任。現在は社会起業家としても活動。2019年、「総務省 地域力創造アドバイザー」に任命された。

## 著書
- 『天使がくれた戦う心（チャイ）』情報センター出版局、2003
- 『歌舞伎の童（こ）「中村獅童」という生きかた』講談社、2004
- 『ルーキー野球団 上・下巻―東北楽天ゴールデンイーグルス物語』ヤングジャンプコミックス 2005
- 『マスクごしに見たメジャー 城島健司大リーグ挑戦日記』集英社、2006
- 『凡人が天才に勝つ方法 博多一風堂 河原成美』集英社、2011
- 『不器用なドリブラー』集英社、2011
- 『「浪花の妖怪」が見る夢』元気ファクトリーメディア、2016